# Šimenkova jama
Šimenkova jama este o arie protejată (arie specială de conservare — SAC, sit de importanță comunitară — SCI) din Slovenia întinsă pe o suprafață de 82,49 ha, integral pe uscat.

## Localizare
Centrul sitului Šimenkova jama este situat la coordonatele 45°57′42″N 14°49′25″E / 45.9618°N 14.8235°E.

## Înființare
Situl Šimenkova jama a fost declarat sit de importanță comunitară în aprilie 2004 pentru a proteja 2 specii de animale. Situl a fost protejat și ca arie specială de conservare în februarie 2012.

## Biodiversitate
Situată în ecoregiunea continentală, aria protejată conține 1 habitat natural: Peșteri inaccesibile publicului.
La baza desemnării sitului se află mai multe specii protejate de  mamifere (2): liliac cărămiziu (Myotis emarginatus), liliacul mic cu potcoavă (Rhinolophus hipposideros).